# 胡坊镇
胡坊镇是中国福建省三明市明溪县下辖的一个镇，位于明溪南部。

## 行政区划
下辖以下地区：
胡坊村、肖家山村、洋地村、福西村、冯厝村、眉溪村、奋发村、朱南村、瓦口村和柏亨村。

## 交通
- 兴泉铁路；明溪站。位于奋发村。

## 中国传统村落
2012年，肖家山村被评为首批“中国传统村落”。